# ФК Вион
„Вион“ (на словашки: ViOn Zlaté Moravce – от името на собственика Вилиам Ондрейка) е словашки футболен клуб от град Злате Моравце.

## История
Клубът е основан на 22 януари 1995 г., като за основа служи съставът на отбора от село Махулинце. От основаването си до 2004 година „ВиОн“ участва в различни непрофесионални състезания в Словакия. От 2004 до 2007 г. участва във втора дивизия на Словакия. През сезон 2007/08 получава право да дебютира в Фортуна лига.
През сезон 2006/07 клубът завюва Купата на Словакия, като на финала побеждава Сенец от град Сенец (4:0). Благодарение на тази победа, през сезон 2007/08 „Вион“ дебютира в еврокупите (Купа на УЕФА).

## Предишни имена
| Години | Име                                                                                             |
| ------ | ----------------------------------------------------------------------------------------------- |
| 1995   | ФК Вион Злате Моравце FC ViOn Zlaté Moravce (Football Club Viliam Ondrejka Zlaté Moravce)       |
| 2002   | ТЙ Калекс Злате Моравце TJ Calex Zlaté Moravce                                                  |
| 2016 - | ФК Вион Злате Моравце - Врабле FC ViOn Zlaté Moravce – Vráble (след сливане със Спартак Врабле) |

## Успехи
- Купа на Словакия:
  -  Носител (1): 2006/07
- Суперкупа на Словакия:
  -  Финалист (1): 2007
- Втора дивизия:
  -  Шампион (2): 2006/07, 2009/10

## Участие в купите на Европа
Данните са от 27 януари 2016 година
| Сезон   | Турнир       | Кръг | Съперник                | 1 мач | 2 мач |
| ------- | ------------ | ---- | ----------------------- | ----- | ----- |
| 2007/08 | Купа на УЕФА | 1Кв  | Алма-Ата (Алма-Ата)     | 3:1   | 1:1   |
|         |              | 2Кв  | Зенит (Санкт-Петербург) | 0:2   | 0:3   |

- Домакиниските срещи са с дебел шрифт

## Известни играчи
- Томаш Губочан